# Roses Revolution

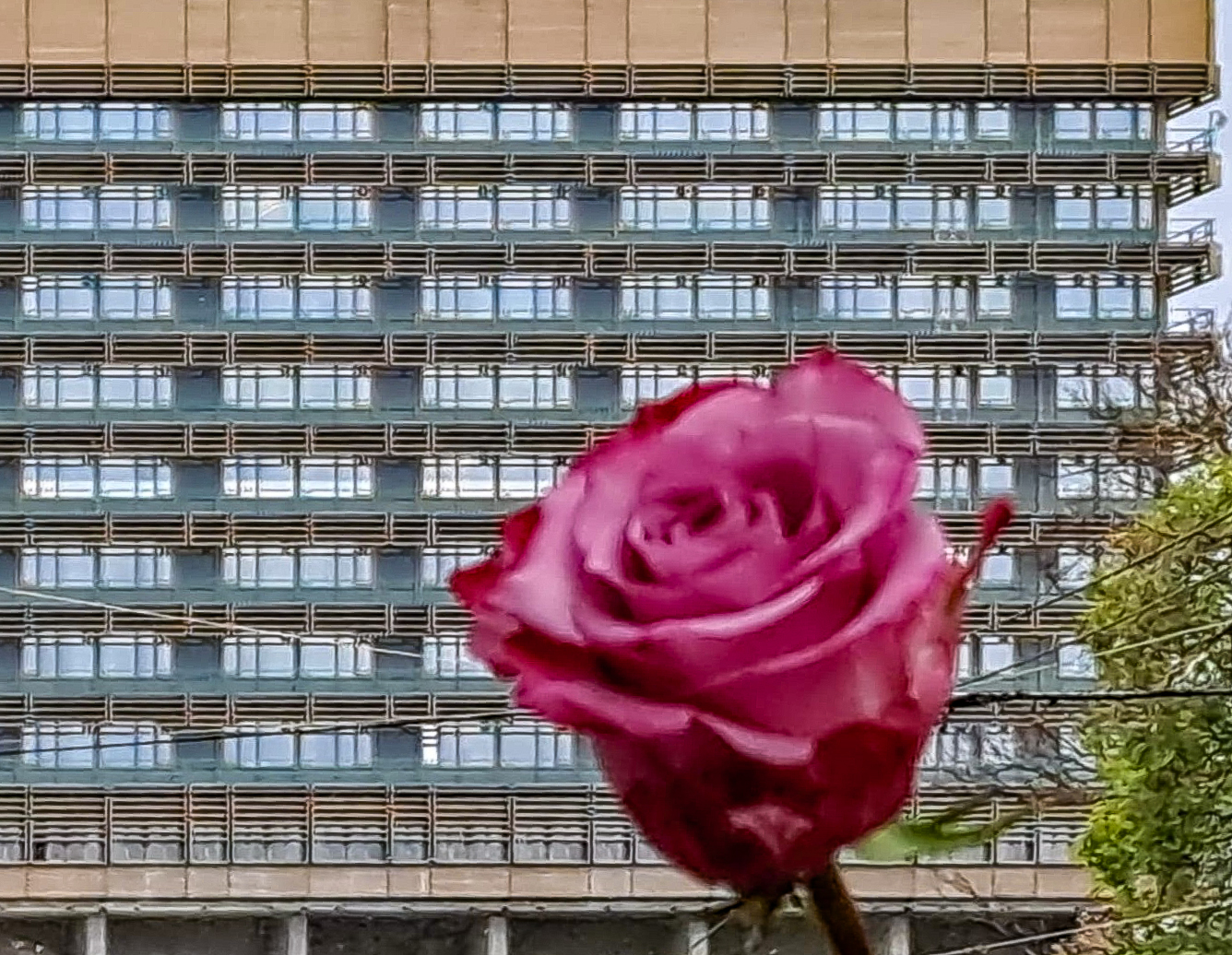
Eine Rose vom Roses Revolution Day 2023 in Österreich

Roses Revolution (selten auch Rosenrevolution) ist eine im Jahr 2011 in Spanien als La Revolución de las Rosas ins Leben gerufene internationale Bewegung, die gegen Respektlosigkeit und Gewalt in der Geburtshilfe protestiert. Die Bewegung nutzt im deutschsprachigen Raum und in weiteren Ländern (etwa Tschechien) den englischen Namen, in anderen die Übersetzung in die jeweilige Landessprache (etwa Rózsák forradalma in Ungarn). Die Bewegung wird von UN Women Deutschland unterstützt.
Roses Revolution begeht jährlich den Roses Revolution Day am 25. November, seit 2000 der offizielle Internationale Tag zur Beseitigung von Gewalt gegen Frauen der UNO. Betroffene Frauen legen vor den Krankenhäusern und Kreißsälen, in denen sie während der Geburt ihrer Kinder Gewalt erfahren haben, Rosen und Botschaften an die betreffenden Ärzte und Hebammen ab. Diese Geste hilft zum einen bei der Aufarbeitung der mitunter traumatischen Erlebnisse; zum anderen sollen die Geburtshelfer der Problematik von Gewalt unter der Geburt bewusst werden und ihre Routinen überdenken. Roses Revolution berichtet darüber in den sozialen Medien. Diese Bewusstseinsbildung soll zu einer Verbesserung des geburtshilflichen Gesundheitssystems führen.

## Hintergrund
Roses Revolution setzt ein Zeichen gegen Gewalt und Missbrauch rund um die Geburt. Der Aktionstag gibt Betroffenen – Frauen, Müttern, Familien und in der Geburtshilfe tätigen Personen – eine Stimme, indem sie eine Rose niederlegen. Jede Rose steht dabei symbolisch „für das Leid der Betroffenen, für ihre Geschichte und ihre Verletzlichkeit“. Zum Recht auf höchstmögliche körperliche und geistige Gesundheit (UN-Sozialpakt Artikel 12) zählt für Frauen auch das Recht auf eine würdige und respektvolle medizinische Versorgung und angemessene Unterstützung während der Geburt. Die Weltgesundheitsorganisation (WHO) hat jedoch im Jahr 2014 konstatiert:

„Viele Frauen erleben in geburtshilflichen Einrichtungen auf der ganzen Welt einen geringschätzigen und missbräuchlichen Umgang. Dieser Umgang verstößt nicht nur gegen das Recht der Frauen auf eine respektvolle Versorgung, sondern kann darüber hinaus deren Recht auf Leben, Gesundheit, körperliche Unversehrtheit und das Recht auf ein Leben ohne Diskriminierung verletzen.“

### Übergriffe in der Geburtshilfe
Zu den Übergriffen in der Geburtshilfe gegen die gebärenden Frauen, die sich in einer besonders schutzlosen und sensiblen Situation befinden, gehören:
- Beschimpfungen und entwürdigende Äußerungen (etwa „Mit solchen Muschiwehen können wir nichts anfangen. Ich zeige dir jetzt, wie sich eine richtige Geburt anfühlt.“[6], „Wenn Sie jetzt schon so schreien, wird das hier nichts“[7], „Na toll, noch so eine Memme!“)[8]
- Medizinische Eingriffe (wie etwa Kristeller-Handgriffe oder Dammschnitte) ohne Zustimmung oder gegen den ausdrücklichen Willen der Frau und/oder medizinische Indikation; teils direkt schädliche Eingriffe wie der „Husband Stitch“, das zu enge Zunähen nach der Geburt.[9][8]
- Verabreichung von Medikamenten, insbesondere Schmerzmitteln, ohne Zustimmung oder gegen den Willen der Frau,
- oder umgekehrt Verweigerung von Schmerzmitteln, Verweigerung von Hilfe und allgemein Vernachlässigung.

Vor allem Übergriffe mit unangekündigtem Eindringen in den Körper und gewaltsames Aufreißen des Muttermundes werden von betroffenen Frauen und auch manchen Hebammen, die die Szene miterleben, teils wie Vergewaltigungen empfunden. In englischsprachigen Ländern ist dafür auch der Begriff birth rape gebräuchlich.

## Zahlen
Genaue Angaben über die Zahl der betroffenen Frauen sind schwierig, da es keine offiziellen Statistiken gibt, betroffene Frauen aus Scham oft schweigen und verschiedene Abgrenzungen vorgenommen werden, was als Gewalt gilt. Gemäß einer wissenschaftlichen Arbeit aus Deutschland erlebte die Hälfte der befragten Frauen mindestens einen negativen Vorfall während der Geburt; der Anteil an traumatisierten Frauen (durch Gewalterfahrungen und aus anderen Gründen) liegt je nach Studie bei 10–30 %. Bei einer deutschen Studie zur Entwicklung eines validen Bewertungsinstruments für betroffene Frauen gaben im Rahmen einer Online-Befragung 77 % der Frauen an, mindestens einer Art von Misshandlung ausgesetzt gewesen zu sein; am häufigsten Eingriffe ohne Einwilligung, gefolgt von körperlicher Gewalt, Verletzung der Privatsphäre und verbaler Gewalt.

## Geschichte
Roses Revolution wurde 2011 in Spanien durch die Geburtsaktivistin Mara „Jesusa“ Ricoy ins Leben gerufen, ursprünglich als eine spontane Aktion in Antwort auf als anstößig empfundene Cartoons in einem spanischen medizinischen Journal für Gynäkologen und Geburtshelfer.
Bei der dritten Human Rights in Childbirth-Konferenz im belgischen Blankenberge am 4. November 2013 wurde die Bewegung den internationalen Teilnehmern bekannt gemacht und führte binnen nur drei Wochen zu Demonstrationen unter anderem in Frankreich, Italien, Spanien, Großbritannien, der Slowakei, Tschechien, Mexiko, Brasilien und Kolumbien; schließlich breitete sich die Bewegung in 30 Länder aus.

### Deutschland
In Deutschland wurde der Aktionstag ebenfalls 2013 durch den Verein Gerechte Geburt und die Lehrerin Katharina Hartmann von der Organisation Human Rights in Childbirth eingeführt und bis 2018 von ihnen gemeinsam betreut. Unterstützt wird Roses Revolution auch von anderen Vereinen und Initiativen mit ähnlicher Zielsetzung wie Sambucus und Reine Geburt. Teilweise gibt es auch organisierte Versammlungen zum Ablegen der Rosen.
Für viele Frauen dient die Teilnahme an der Aktion auch als Hilfe zur Aufarbeitung des Erlebten. Katharina Hartmann sagte hierzu im Jahr 2014:

„Letztes Jahr haben uns viele Frauen kontaktiert und erzählt, wie tröstend sie die Niederlegung der Rosen empfunden haben. Endlich wird ihre Wahrnehmung der Ereignisse ernst genommen und sie können dem Erlebten einen Ausdruck geben.“

Hartmann zufolge wurden im Jahr 2016 knapp ein Viertel der Geburtsstationen in Deutschland postalisch oder vor Ort mit einer Rose bedacht. Sie sieht durch die Initiative erste Ansatzpunkte, um das Phänomen Gewalt unter der Geburt quantifizierbar zu machen. Im Jahr 2019 wurde der Verein Traum(a)Geburt e. V. gegründet, der seither die Schirmherrschaft über den Gedenktag übernommen hat. Er betreut die Seiten auf Facebook und Instagram und erstellte 2021 eine eigene Homepage.

### Österreich
In Österreich ist Roses Revolution vor allem als 2014 durch die Soziologin Lisa Mittischek erstellte Facebook-Seite aktiv, die dort und auf Instagram anonymisiert Berichte über Demütigung, Übergriffe und Machtmissbrauch bei der Geburt veröffentlicht. Mittischek und andere Unterstützerinnen der Bewegung arbeiten auch in Interviews mit Medien an der Bewusstseinsbildung für das Problem.

### Schweiz
Der Verein Roses Revolution Schweiz wurde im Jahr 2018 in Winterthur gegründet. Da der Verein auch zahlreiche Aktivitäten zur Vorbeugung von Gewalt in der Geburtshilfe setzt, beschloss er 2023 die Umbenennung in Verein Gewaltfreie Geburtshilfe, unterstützt den Gedenktag jedoch auch weiterhin.

### Luxemburg
Roses Revolution Luxemburg wurde 2015 ins Leben gerufen. Die Leitung übernahm im Jahr 2021 eine Mutter, die nach Übergriffen bei der Geburt ihres Kindes drei Monate lang an Depression litt. Sie sieht das Hauptproblem im System, in dem die Hebammen durch Personalmangel überarbeitet sind und dann aggressiv auf die Gebärenden reagieren. Bei ihr selbst sei durch doppelte Periduralanästhesie die Geburt verzögert worden, um den Hebammen Zeit für andere Geburten zu geben. Im Jahr 2021 veröffentlichte Roses Revolution Luxemburg ein Video mit Berichten von Frauen auf Französisch und Luxemburgisch zur Sensibilisierung für das Thema.

### Ungarn
In Ungarn organisiert EMMA, eine ungarische Vereinigung für Geburtsrechte, Veranstaltungen und Protestkundgebungen zu Roses Revolution („Rózsák forradalma“).

## Aktivitäten, Erfolge und Anerkennung
Roses Revolution ermuntert Frauen, die während der Geburt ihrer Kinder physische und psychische Gewalt erfahren haben, am Aktionstag 25. November Rosen (primär der Farbe rosa) vor den betreffenden Geburtshilfeeinrichtungen abzulegen, oft mit Briefen an die betreffenden Ärzte und Hebammen. Die Geste dient als Feedback an die Geburtshelfer, der Problematik von Gewalt unter der Geburt bewusst zu werden und ihre Routinen zu überdenken. Dies soll zu einer Verbesserung der Geburtshilfe und des geburtshilflichen Gesundheitssystems führen. Auch Angehörige und Mitarbeiterinnen der Geburtshilfe, die Zeugen von Missständen wurden, beteiligen sich an den Protesten. Neben Kliniken und ihren Kreißsälen werden mitunter auch Arztpraxen, Geburtshäuser und Hebammenschulen mit Rosen bedacht. Roses Revolution des jeweiligen Landes berichtet darüber in den sozialen Medien, insbesondere Facebook und Instagram. Zu realen, vor Ort abgelegten Rosen kommen auch „virtuelle Rosen“, also Berichte über Gewalt bei Geburten auf Seiten von Roses Revolution oder in den Gästebüchern der Klinikwebseiten, oft verziert mit Symbolbildern von Rosen.
Auch Krankenhäuser und große Hilfsorganisationen wie der Arbeiter-Samariter-Bund begehen den Roses Revolution Day, um auf die Wichtigkeit umsichtiger Betreuung während der Geburt und ihre Angebote hinzuweisen.
Im Jahr 2015 wurden erstmals Rosen vor der Universitätsmedizin der Johannes Gutenberg-Universität Mainz abgelegt, was dort eine wissenschaftliche Studie über die Umstände der Geburten und posttraumatische Belastungsstörungen bei Patientinnen anregte.
Die Deutsche Gesellschaft für Hebammenwissenschaft nannte 2018 den Roses Revolution Day als zivilgesellschaftliche Aktion, durch die Gewalterfahrungen unter der Geburt öffentlich thematisiert werden. Wissenschaftliche Auseinandersetzung habe es jedoch bis dahin primär in Lateinamerika gegeben. Dies war Anlass für die Gesellschaft, eine Befragung klinisch tätiger Hebammen durchzuführen. Als Schlussfolgerung empfohlene Maßnahmen lagen unter anderem in „flachere[n] Hierarchien im Rahmen der interdisziplinären Zusammenarbeit sowie die Partizipation der Hebammen an strukturellen Entscheidungen“. Es sei weitere Forschung nötig, um dem „komplexen Phänomen“ vorbeugen zu können.
Im Jahr 2019 veröffentlichten die Vereinten Nationen einen Bericht von Dubravka Šimonović, Sonderberichterstatterin zur Gewalt gegen Frauen, zum Thema A human rights-based approach to mistreatment and violence against women in reproductive health services with a focus on childbirth and obstetric violence („Ein auf den Menschenrechten basierender Zugang zu Misshandlung und Gewalt gegen Frauen in reproduktiven Gesundheitsdiensten mit dem Schwerpunkt auf Geburt und Gewalt in der Geburtshilfe“). Roses Revolution wird dabei als eine von mehreren Initiativen weltweit erwähnt.
Der Frauengesundheitsbericht 2022 des österreichischen Sozialministeriums listet Roses Revolution in seinen Ausführungen über Gewalt in der Geburtshilfe als eine von mehreren „niederschwelligen Anlaufstellen“.